# Oscar Begas

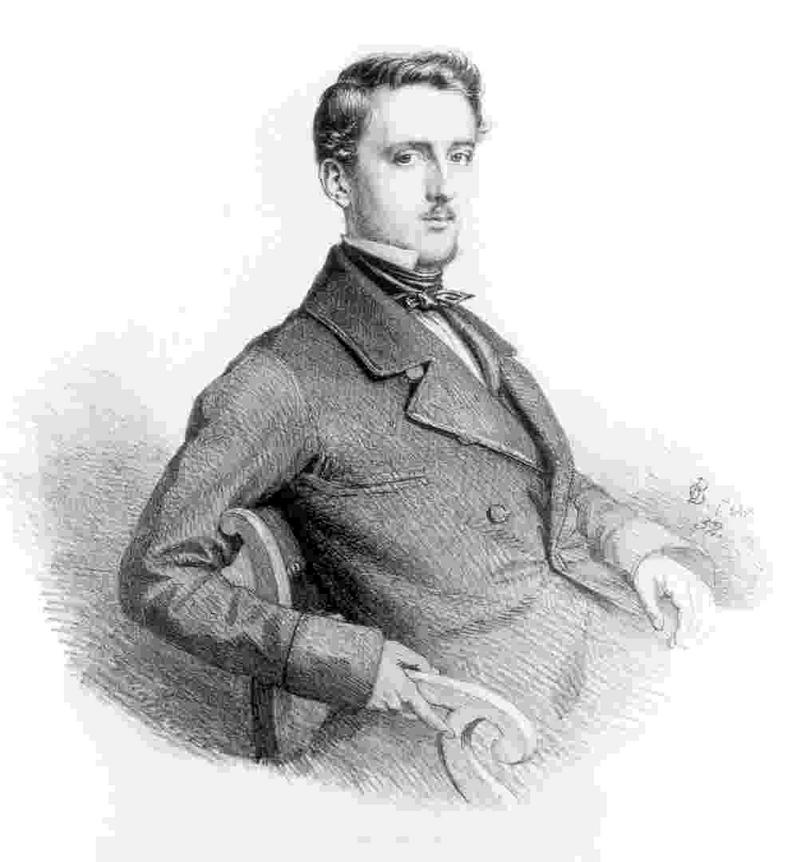
Oscar Begas, självporträtt (litografi, 1852).

Hiob Carl Oscar Begas, född den 31 juli 1828 i Berlin, död där den 10 november 1883, var en tysk konstnär, son till Carl Begas den äldre. 
Begas var främst verksam som porträtt- och historiemålare, men målade även stämningsfulla jaktstycken och italienska genrebilder med mera.
Asteroiden 12149 Begas är uppkallad efter honom, hans bröder och deras far.